# Joë Bousquet
Joë Bousquet (Narbona, 19 marzo 1897 – Carcassonne, 28 settembre 1950) è stato un poeta francese.

## Biografia
Durante la prima guerra mondiale, il 27 maggio 1918, all'età di 21 anni, fu gravemente ferito nella battaglia di Vailly alla colonna vertebrale. Paralizzato all'altezza del petto, perse l'utilizzo della parte inferiore del corpo. Visse il resto dei suoi giorni a Carcassonne (53, rue de Verdun), in una camera le cui imposte rimasero sempre chiuse.
Con gli amici François-Paul Alibert, Ferdinand Alquié, Claude-Louis Estève e René Nelli fondò nel 1928 la rivista Chantiers. Fu in contatto epistolare con numerosi scrittori e artisti, tra cui Paul Éluard, Max Ernst, Jean Paulhan e Simone Weil. Joe Bousquet lasciò un'opera poetica considerevole.

## Opere tradotte in italiano
- Note d'inconoscenza, Elitropia Edizioni, 1983.
- Da uno sguardo all'altro, a cura di Adriano Marchetti, Rimini, Panozzo, 1987.
- Tradotto dal silenzio, trad. di Adriano Marchetti, Genova, Marietti, 1987; Milano, Lampi di stampa, 1999.
- (con Simone Weil) Lettere della guerra, a cura di Luca Coppola, Vicenza, La locusta, 1988.
- (con Simone Weil) Corrispondenza, traduzione e postfazione di Adriano Marchetti, Milano, SE, 1994. ISBN 88-7710-298-5
- L’Ombre et sa proie (Journal dirigé/L’ombra e la sua preda (Diario guidato), Traduzione e Postfazione di Adriano Marchetti, « In forma di parole »,  Numero primo, 1997.
- La conoscenza della sera, prefazione e traduzione di Adriano Marchetti, Rimini, Panozzo, 1998. ISBN 88-86397-33-X
- Il silenzio impossibile, a cura di Antonio Castronuovo, Pistoia, Via del vento, 2007.
- Il compagno della luna, a cura di Maude Dalla Chiara, Troina, Città aperta, 2009.
- Mistica, trad. di Massimo Sannelli, Lavis, La finestra, 2013.
- Una passante blu e bionda, trad. Paolo Mottana e Alice Zanzottera, AnimaMundi Edizioni, 2019.
- Tradotto dal silenzio. Prose, Traduzione e Introduzione di A. Marchetti, Mimesis, Milano-Udine 2021. ISBN 978-88-575-7509-4
- Isel, a cura di A. Di Gennaro, tr. it. di A. H. Toska, Mimesis, Milano-Udine 2021.
- L'ombra di ciò che unisce. Lettere a René Magritte (1946 - 1948), a cura di A. H. Toska, Mimesis, Milano-Udine 2022.

- Wikisource contiene una pagina in lingua francese dedicata a Joë Bousquet
- Wikiquote contiene citazioni di o su Joë Bousquet
- Wikimedia Commons contiene immagini o altri file su Joë Bousquet